# 알란 퍼지

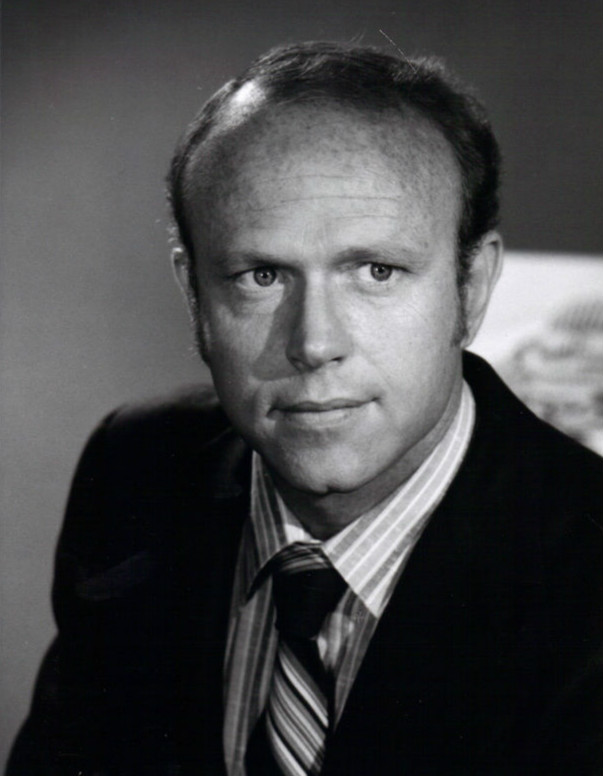

앨런 퍼지(Alan Fudge, 1944년 2월 27일 ~ 2011년 10월 10일)는 미국의 배우이다.
위치토에서 태어났으며 로스앤젤레스에서 사망하였다. 사인은 암이다.

## 출연 작품
- 샤크 스웜 (2008년)
- 그 남자는 거기 없었다 (2001년)
- 더 디스트릭트 (2000년)
- 터미널 포스 (1995년)
- 위트니스(영어판) (1994년)
- M.A.N.T.I.S. (1994) - 텔레비전 영화
- 바디 오브 에버던스 (1992년)
- 투 영 투 다이 (1990년)
- 악몽의 13층 (1990년)
- 가위손 (1990년) - 대출 담당 직원 역
- 단두대 (1989년)
- 돌아오지 않는 KAL 007 (1988, Shootdown)
- BBC 클럽 (1987년)
- 내 사랑 악마 (1987년)
- 칠러 (1985년)
- 내츄럴 (1984년) - 에드 홉스 역
- 브레인스톰 (1983년)
- 더 보더 (1982년)
- 고리아스 어웨이트 (1981년) - 루 베스코브 역
- 인생 2장 (1979년)
- 카프리콘 프로젝트 (1978년)
- 집에 혼자 있는가 (1978년)
- 아틀란티스에서 온 사나이 (1977년)
- 버그 (1975년)
- 에어포트 75 (1974년)
- 두 사람 (1973년)
- 선샤인 (1973년)

### 텔레비전
- 하와이 파이브-O (1974-79)
- 샌프란시스코 수사반 (1975-77)
- 매그넘 P.I. (1981)
- Knots Landing (1981)
- 전격 Z작전 (1983)
- A 특공대 (1983-84)
- 댈러스 (1985)
- 다이너스티 (1986)
- L.A. 로 (1989-93)
- 제7의 천국 (1997-2007)